# Antony Real
Pour les articles homonymes, voir Real.
François-Fortuné Fernand-Michel, dit Antony Real, né à Solliès-Pont (Var) le 9 août 1821 et mort à Orange (Vaucluse) le 16 avril 1896, est un écrivain polygraphe français.

## Biographie
Il débute dans les lettres à Marseille, où il fonde la Glaneuse méridionale en 1838. Il étudie le droit à Aix et à Paris, entre 1840 et 1843, et se fixe l'année suivante à Lyon. Il publie des feuilletons, compose des chants pour lesquels il écrit lui-même la musique, parmi lesquels les Chants de la paix, le Salut à la Provence, le Chant de marche des francs-tireurs. Ses publications sont nombreuses. Il touche un peu à tous les genres : histoire, érudition, études de mœurs, romans, nouvelles, poésie. Son Histoire philosophique et anecdotique du bâton, parue en 1875, connaît un certain succès lorsqu'elle est traduite en anglais en 1891.
Au mois d'août 1869, il organise au Théâtre antique d'Orange une représentation nocturne sans précédent. Au programme figurent Joseph de Méhul, Roméo et Juliette de Nicola Vaccai et une composition de lui intitulée Les Triomphateurs. Près de 15 000 personnes viennent assister à ce spectacle pour lequel il a fait venir des chanteurs de l'Opéra de Paris et dont le coût est évalué à 18 000 francs.
On peut voir à Sérignan-du-Comtat un monument commémoratif dédié à Antony Real, œuvre de Claude Férigoule.

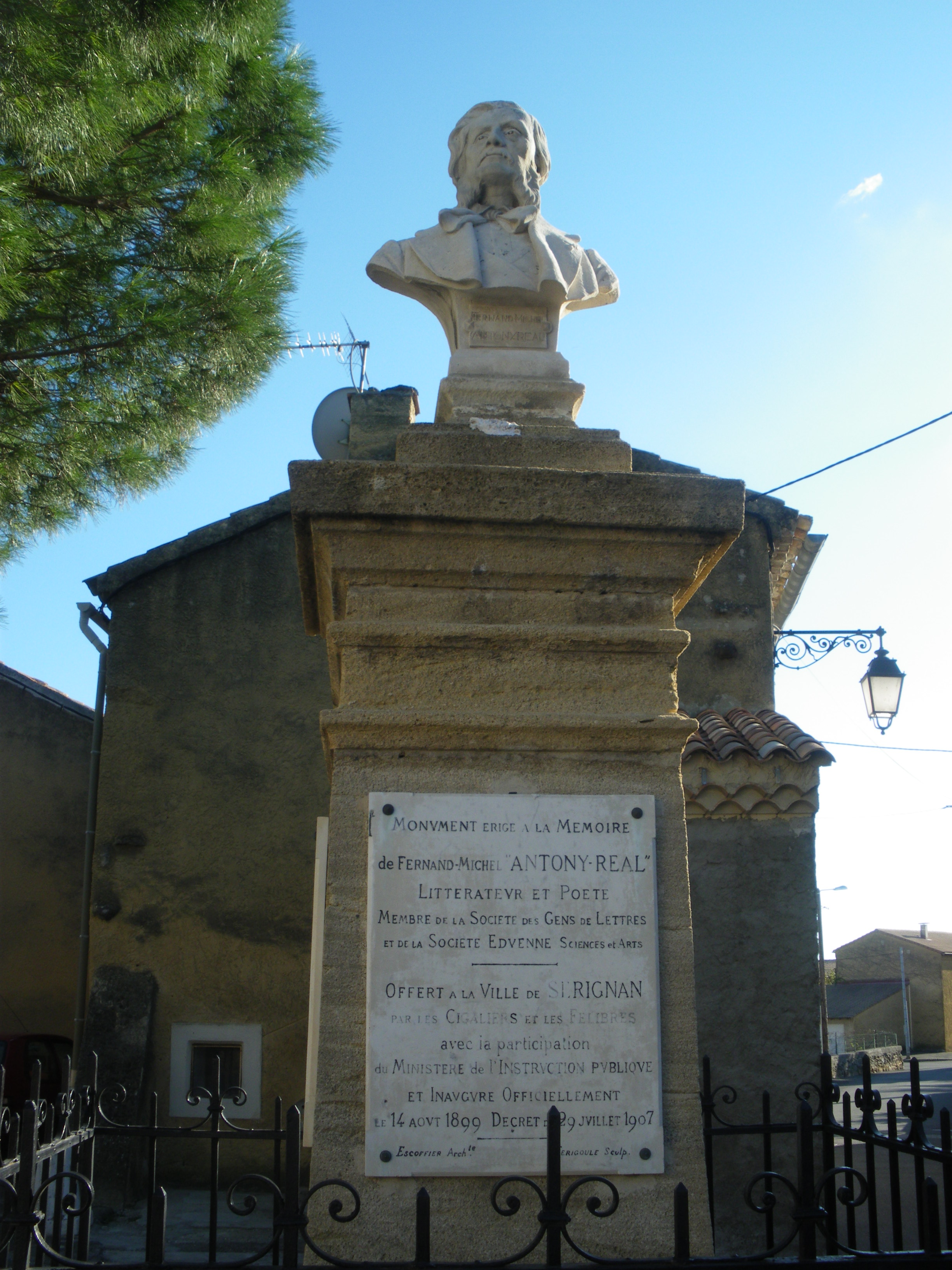
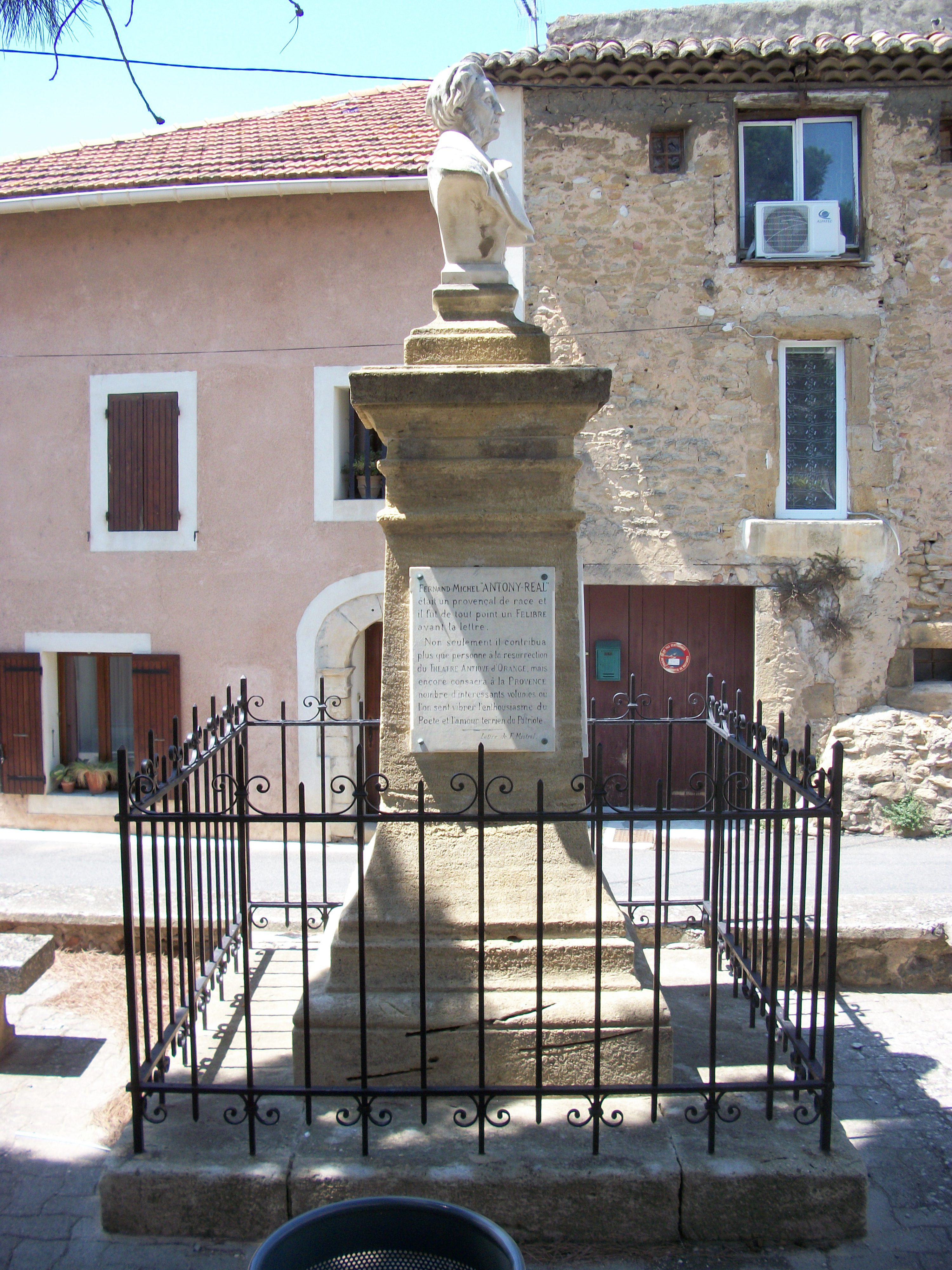

## Publications
- Les Drames des Taillades (1838-1841), 1868
- Les Atômes. Les Rêves. À travers champs. Comment on aime, poésies, 1865
- Les Francs-routiers, 1865
- Les Tablettes d'un forçat, 1866
- Dix-huit ans chez les Sauvages, voyages et missions de Mgr Henry Faraud, évêque d'Anémour, dans l'extrême nord de l'Amérique britannique, 1867
- Ce qu'on trouve dans une bouteille de vin, 1867
- Histoire philosophique et anecdotique du bâton depuis les temps les plus reculés jusqu'à nos jours, 1873
- Causeries sur tous les tons. Histoire d'une représentation unique dans les fastes du théâtre moderne, 1875
- Le Roman d'une religieuse, 1876
- Les Bonnes Heures d'un romancier, 4 fasc., 1878-1880

- Les Grands Vins. Curiosités historiques, 1887

- Les Crimes de Trestaillons, 1890

- La Belle Bachelette, 1894